# Pratoni del Vivaro

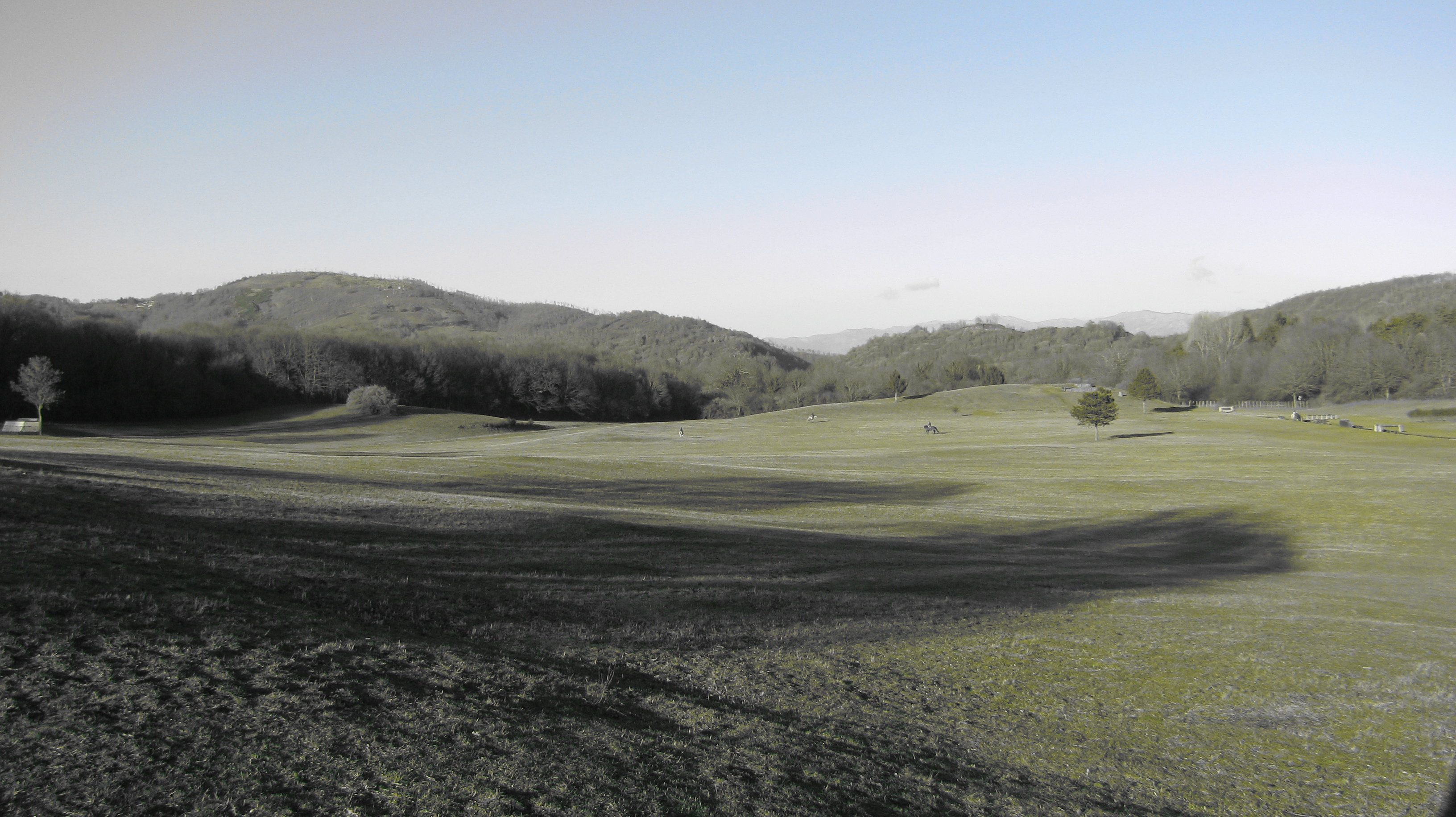
Geländerittstrecke

Die Pratoni del Vivaro ist eine Hochebene in der italienischen Region Latium. Die Hochebene liegt in den Albaner Bergen und gehört jeweils zur Hälfte zu den Gemeinden Rocca di Papa und Velletri.

## Lage und Geschichte
Die Pratoni del Vivaro befinden sich auf einer Höhe von circa 580 m s.l.m. Begrenzt wird die Hochebene an der Südseite durch den Monte Artemisio (939 m) und durch den Maschio delle Faete (956 m) im Norden.
Zwischen 1936 und 1953 wurde ein kleiner See in der Gegend entwässert, der wegen seiner geringen Tiefe den Namen Pantano della Doganella trug und in der Antike von den Römern vermutlich als Fischzucht genutzt wurde. Es herrscht eine sehr hohe Luftfeuchtigkeit und es kommt zwischen Tag und Nacht zu erheblichen Temperaturschwankungen.
1957 beschloss das Comitato Olimpico Nazionale Italiano anlässlich der Olympischen Sommerspiele 1960 in Rom auf der Hochebene ein nationales Reitzentrum zu errichten. Dabei wurden Ställe für 120 Pferde gebaut. Während der Spiele war die Hochebene dann Wettkampfstätte der Wettbewerbe im Vielseitigkeitsreiten. 1995 und 2007 fanden in Pratoni del Vivaro die Europameisterschaften im Vielseitigkeitsreiten und 1998 die Weltreiterspiele statt. 2022 sollen in Pratoni del Vivaro die Weltmeisterschaften im Vielseitigkeitsreiten ausgetragen werden.